# Oran M. Roberts
Oran Milo Roberts, född 9 juli 1815 i South Carolina, död 19 maj 1898 i Austin, Texas, var en amerikansk demokratisk politiker och jurist. Han var den 17:e guvernören i Texas 1879–1883.
Roberts utexaminerades 1836 från University of Alabama och inledde 1837 sin karriär som advokat i Alabama. Han flyttade sedan till Republiken Texas där president Sam Houston 1844 utnämnde honom till distriktsåklagare. År 1846 inledde Roberts sin långa karriär som domare i Texas. Han var chefsdomare i Texas högsta domstol 1864–1865 och 1874–1878.
Roberts efterträdde 1879 Richard B. Hubbard som guvernör och efterträddes 1883 av John Ireland. Ämbetsperioden som guvernör präglades av ekonomiska sparåtgärder. Nedbantningen av den offentliga sektorn innebar bland annat att det offentliga skolnätet inte växte under Roberts tid som guvernör. Det som däremot hände var att University of Texas i Austin öppnade sina dörrar år 1883 strax före Roberts ämbetsperiod löpte ut. Det offentliga universitetets snabba grundande hade fastställts redan i Texas konstitution av år 1876. Roberts tjänstgjorde sedan i tio år som juridikprofessor vid University of Texas.